# Спрединг

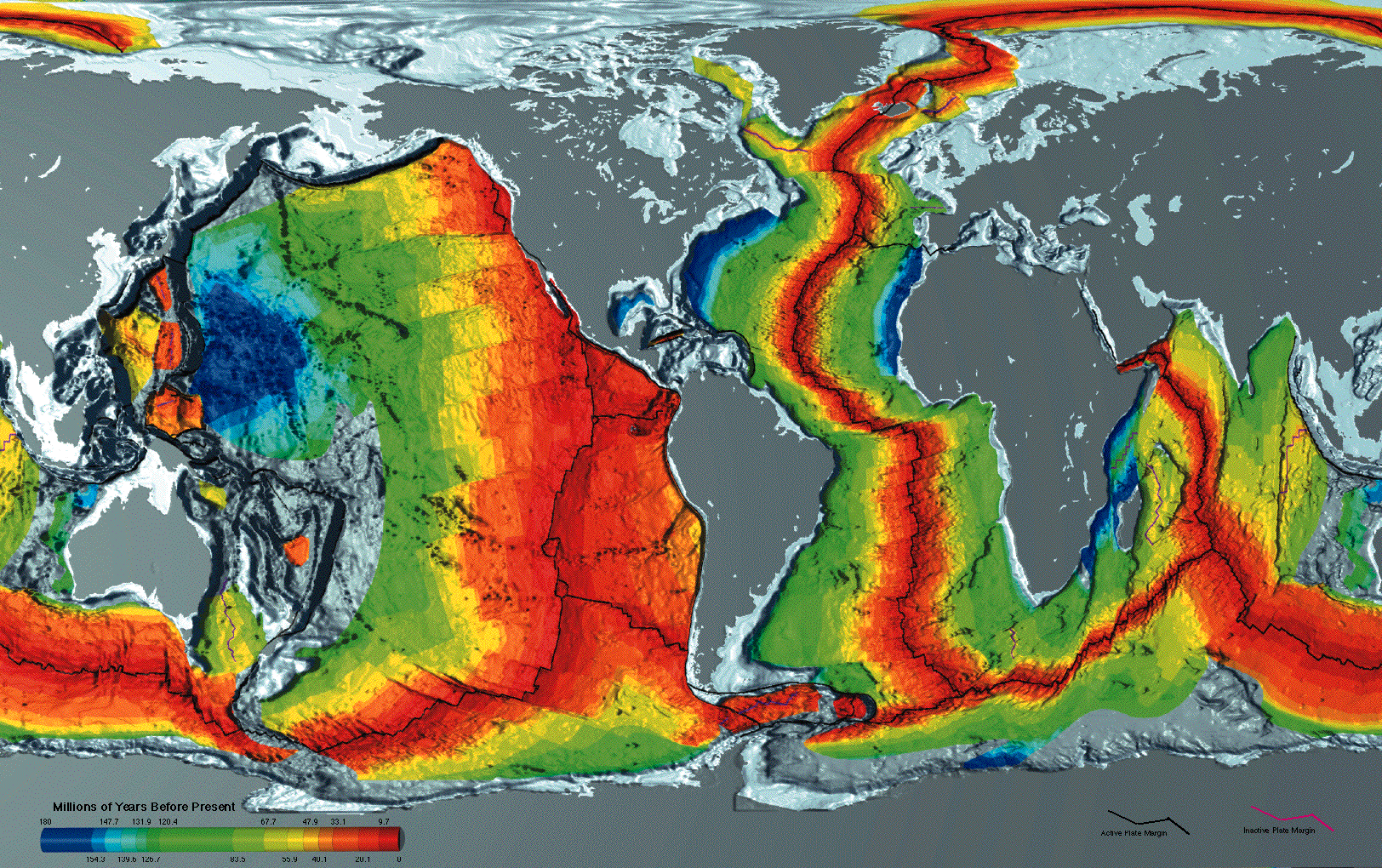
Вік океанічної кори; молодша (червона) вздовж спредингових центрів

Спрединг (від англ. spread — розтягувати, розширювати) — геодинамічний процес розтягування, що виражається в імпульсивно і багаторазовому розсуванні блоків літосфери і в заповненні вивільненого простору магмою, що генерується в мантії, а також твердими протрузіями мантійних перидотитів.
Відбувається в серединно-океанічних хребтах, де утворюється нова океанічна кора через вулканічну активність, а потім поступово переміщується від хребта. Спрединг допомагає пояснити континентальний дрейф в теорії тектоніки плит.

## Початок спредингу
У загальному випадку спрединг починається як рифт у континентальній плиті, на кшталт сьогоденного Східно-Африканського рифту. Цей процес починається з утворення великого овального склепінного підняття земної кори внаслідок виникнення під ним, у верхній частині мантії, під впливом підвищеного теплового потоку лінзи аномально розігрітого, менш щільного і частково розплавленого матеріалу — «рифтової подушки». В результаті поступового витискання склепіння в його корі в умовах розтягування виникають глибокі тріщини і майже вертикальні розломи, які проникають донизу аж до магматичних вогнищ у «рифтовій подушці» і служать каналами для здіймання з них розплавів, що частково досягають земної поверхні. Ці глибокі тріщини поступово перетворюються у рифти. Типова рифтова система складається з трьох рифтів розташованих під кутом 120°. Ці точки називаються трійниками. Згідно з теорією Гаррі Гесса нове морське дно утворюється, коли магма досягає поверхні серединно-океанічних хребтів.

## Ранній спрединг
Якщо рифтогенез продовжується, два рифта зазнають подальший розвиток, а третій становиться авлакогеном. на цьому етапі починає утворюватись базальтова океанічна кора. Коли один з країв рифту досягають океану, рифтова система заповнюється водою і утворюється новітнє море на кшталт Червоного моря. Процес спредингу може й зупинитись, але якщо він продовжується він може повністю розірвати континент. Червоне море ще не повністю відокремило Аравію від Африки. Але на протилежному боці континенту це вже відбулося. Трійник є в дельті Нігера від якого попрямували рифти утворивши Атлантичний океан, відокремивши від Африки Південну Америку. Річище Нігеру утворено в авкологені.

## Продовження спредингу й субдукція

Спрединг срединно-океанічних хребтів

Якщо діаметр Землі залишається відносно сталим, незважаючи на утворення нової кори, повинен існувати механізм, за допомогою якого кора буде знищуватись. Руйнування океанічної кори відбувається в зонах субдукції де океанічна кора, пірнає під континентальну або океанічну кору. Сьогодні Атлантичний океан має активний спрединг на Серединноатлантичному хребті. Лише невелика частина океанічної кори виробляється в Атлантиці субдукцією. Усе ж, плити, які є підмурівком Тихого океану мають зони субдукції вздовж їхніх кордонів, що призводить до вулканічної активності — Тихоокеанського вогняного кола. У Тихому океані також є центри спредингу — Східнотихоокеанська височина, спрединг якої відбувається зі швидкістю 13 см/рік.